# Dietrich Gotthard Eckard
Dietrich Gotthard Eckard (* 15. Januar 1696 in Eilenburg; † 1760) war ein deutscher Jurist.

## Leben
Dietrich Gotthard Eckard studierte an der Universität Leipzig und wurde dort im Jahr 1716 zum Magister der Philosophie. Vier Jahre darauf, im Jahr 1720, wurde er Doktor der Rechte. Ab dem Jahr 1745 war Eckard zudem Beisitzer der juristischen Fakultät der Universität zu Leipzig. Im Jahr 1760 starb er.

## Werke
- Examen actionum forensium (1724 bis 1730; zwölf Bände)
- Erklärung über Schilteri Institutiones iuris canonici (1724 bis 1733; 13 Bände)